# Qozonketkan
Qozonketkan (Boʻzatov) est une ville située dans le district de Kegeyli, dans le Karakalpakstan, en Ouzbékistan.

## Source
- (en) Cet article est partiellement ou en totalité issu de l’article de Wikipédia en anglais intitulé « Qozonketkan » (voir la liste des auteurs).